# ویدرنه سوم
ویدرنه سوم (به پارسی باستان: 𐎻𐎡𐎭𐎼𐎴 Vidṛna) یا هیدرانس سوم (ارمنی: Հիդարնես Գ Երվանդունի) پادشاه ارمنستان از دودمان یرواندی که در میانه سده ۵ (پیش از میلاد) حکومت می‌کرد. هیدارنس سوم علاقه زیادی به اسب‌های قهوه‌ای داشت. او سواره‌نظامی متشکل از هزار اسب قهوه‌ای تشکیل داده بود که دشمنانش را با ظاهرشان می‌ترساند.